# Yuzvendra Chahal
Yuzvendra Chahal (* 23. Juli 1990 in Jind, Indien) ist ein indischer Cricketspieler, der seit 2016 für die indische Nationalmannschaft spielt.

## Kindheit und Ausbildung
In seiner Jugend spielte Chahal neben Cricket auch Schach und vertrat dabei Indien auf internationaler Ebene. So war er unter anderem indischer U12-Meister und vertrat Indien bei der Jugendweltmeisterschaften im Schach.

## Aktive Karriere

### Anfänge in der Nationalmannschaft
Chahal gab sein First-Class-Debüt für Haryana in der Saison 2009/10. Jedoch wurde er schnell zum Spezialisten für kurze Formate. Ab der Saison 2014 spielte er dann für die Royal Challengers Bangalore in der Indian Premier League und konnte in der Indian Premier League 2015 hinter Bhuvneshwar Kumar als zweitbester Bowler abschließen. Nach guten Leistungen in der Indian Premier League 2016 nahmen die Selektoren Chahal dann in den Nationalkader auf. Sein Debüt in der Nationalmannschaft gab er dann im ODI- und Twenty20-Cricket bei der Tour in Simbabwe im Juni 2016. Im zweiten ODI der Serie erreichte er 3 Wickets für 25 Runs und wurde als Spieler des Spiels ausgezeichnet. Bei der Tour gegen England im Februar 2017 erzielte er im dritten Twenty20 6 Wickets für 25 Runs, wofür er als Spieler des Spiels und der Serie ausgezeichnet wurde. Im September 2017 erreichte er erst 3 Wickets für 43 Runs in den Twenty20s in Sri Lanka, bevor er in der ODI-Serie gegen Australien 3 Wickets für 30 Runs erzielte. Beim Gegenbesuch der sri-lankischen Mannschaft in Indien im Dezember gelangen ihm dann in den ODIs zwei Mal drei Wickets (3/60 und 3/40), bevor er in den Twenty20s zwei Mal vier Wickets (4/23 und 4/52) erzielte. In Südafrika im Februar gelang ihm dann sein erstes Five-for im ODI-Cricket, als er 5 Wickets für 22 Runs erzielte, bevor er noch ein Mal 4 Wickets für 46 Runs erreichte. Bei einem Twenty20-Drei-Nationen-Turnier in Sri Lanka im März gelangen ihm dann im Finale gegen Bangladesch 3 Wickets für 18 Runs.
Im Sommer 2018 konnte er in Irland in den Twenty20s zwei Mal drei Wickets (3/38 und 3/21) erreichen, wofür er als Spieler der Serie ausgezeichnet wurde. Beim Asia Cup 2018 konnte er im Eröffnungs-Spiel gegen Hongkong 3 Wickets für 46 Runs erreichen. Zu Beginn der Saison 2018/19 erzielte er gegen die West Indies 3 Wickets für 41 Runs. Im Januar folgten in Australien 6 Wickets für 42 Runs. Im Februar erreichte er dann in Neuseeland noch einmal drei Wickets (3/41) in den ODIs. Im Sommer 2019 war er Teil des indischen Teams beim Cricket World Cup 2019, bei dem er gegen Südafrika 4 Wickets für 51 Runs erzielte. In der Folge verlor er seine Vormachtstellung im Team als wichtigster Spinner, verblieb jedoch im Team. Im Februar 2020 erzielte er in Neuseeland in der ODI-Serie zwei Mal drei Wickets (3/58 und 3/47). Im Dezember erreichte er dann 3 Wickets für 25 Runs in der Twenty20-Serie in Australien und wurde dafür als Spieler des Spiels ausgezeichnet. Im Sommer 2021 gelangen ihn in den ODIs in Sri Lanka 3 Wickets für 50 Runs. Bei der Nominierung für den ICC Men’s T20 World Cup 2021 musste er hinter Rahul Chahar zurückstehen und nahm so nicht am Turnier teil.
Im Februar 2022 gelangen ihm in der ODI-Serie gegen die West Indies 4 Wickets für 49 Runs, womit er als Spieler des Spiels ausgezeichnet wurde. Der Saison 2022 begann dann für ihn mit 3 Wickets für 20 Runs in den Twenty20s gegen Südafrika. Dem folgte eine ODI-Serie in England, wobei ihm ein Mal vier Wickets (4/47) und ein Mal drei Wickets (3/60) gelangen. In den West Indies konnte er dann noch einmal 4 Wickets für 17 Runs in den ODIs erreichen. Dies verschaffte ihm eine Nominierung für den Asia Cup 2022, wo er gegen Sri Lanka 3 Wickets für 34 Runs erreichte. Für den ICC Men’s T20 World Cup 2022 wurde er dieses Mal dann nominiert, erhielt jedoch keinen Einsatz, da die Bedingungen für seinen Spiel-Stil nicht ideal waren.